# Przerzucanie podatku

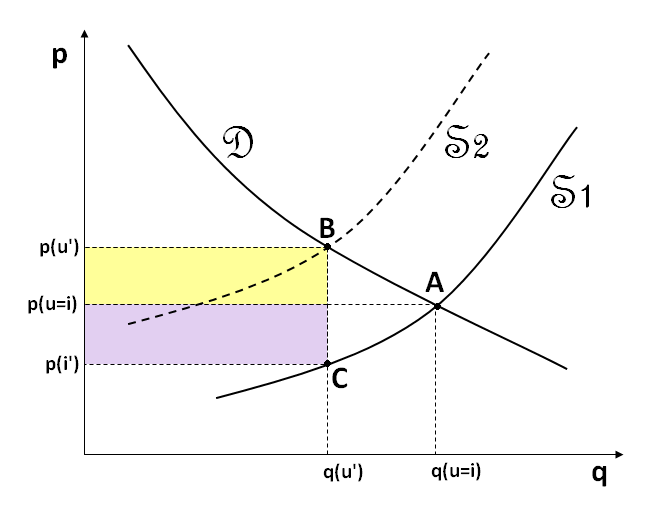
Prosty wykres podaży i popytu ilustrujący rozłożenie incydencji podatkowej na konsumentów (pole żółte) i producentów (pole fioletowe), zależnie od nachylenia krzywych (elastyczności podaży i popytu), niezależnie od punktu poboru podatku, po jego wprowadzeniu (punkt B).

Przerzucanie podatku – zjawisko, które występuje gdy podmiot płacący podatek ma możliwość przerzucenia ciężaru tego podatku na osoby trzecie (ostateczny ciężar podatku ponosi finalny nabywca produktu).
Realna dystrybucja obciążenia podatkowego – tzw. incydencja podatku (ang. tax incidence) – może nie pokrywać się z umiejscowieniem podstawy pobierania podatku w gospodarce, i jest przedmiotem badań ekonomii.
Koszt podatku, którego podstawą jest np. dochód przedsiębiorstwa, może być de facto przerzucany na inne podmioty, np. klientów tego przedsiębiorstwa. Kluczowe w analizie efektów podatkowych jest to, że faktyczny punkt obciążenia podatkowego nie jest determinowany przez to, który podmiot bezpośrednio opłaca podatek, lecz cenowa elastyczność podaży i popytu charakterystyczna dla danego zachowania ekonomicznego. Przerzucalność podatku jest zależna od koniunktury gospodarczej, tego, czy podatnik ma silną pozycję ekonomiczną i może przerzucić podatek, czy też jest ona słaba i zmusza go do ponoszenia ciężaru podatków w całości. Ciężar podatku ponoszą uczestnicy rynku w proporcji do tego, w jakim stopniu są gotowi zrezygnować z czynnika ekonomicznego, który wskutek podatku stał się mniej opłacalny. Przerzucanie podatków wprzód polega na podwyższeniu ceny o kwotę podatku (lub jego część), natomiast przerzucenie wstecz (odrzucenie podatku) na obniżaniu przez podatnika cen płaconych dostawcom lub zarobków pracowników
Przykładowo, sadownicy dysponują stałą powierzchnią sadów jabłkowych, a zmiana ich przeznaczenia zajmuje wiele lat, zatem podaż jabłek jest w krótkim terminie mało elastyczna. Niesprzedane produkty psują się i stanowią stratę producenta. Wprowadzenie podatku od konsumpcji jabłek zwiększy ich efektywny koszt, i wskutek efektu substytucyjnego, zmniejszy popyt u klientów, którzy będą częściej kupować inne owoce. Choć podatek jest opłacany przez konsumentów, jego ciężar poniesie w rzeczywistości w większości producent.
W odwrotnym, uproszczonym przykładzie, dystrybutor nowego hitu filmowego jest monopolistą na jego sprzedaż, i dzięki technologii cyfrowej może niskim kosztem dostosowywać podaż kopii filmu na rynek. Widzowie natomiast są gotowi obejrzeć wysoko oceniany film nawet za relatywnie wysoką cenę. Nałożenie dodatkowego podatku na dystrybucję filmu zwiększy jego cenę, ale nie zniechęci wielu klientów do wydania na niego pieniędzy. Nie zuboży zatem dystrybutora, ale widzów. Niezależnie od tego, że podatek opłaca ktoś inny, jego ciężar poniosą w większości konsumenci.
Zjawisko to dotyczy również ulg podatkowych i innego rodzaju publicznych subwencji. Na przykład, choć bezpośrednimi odbiorcami dopłat do kredytów studenckich są osoby zaciągające pożyczki, w pewnych sytuacjach rynkowych może się okazać, że ich prawdziwymi beneficjentami są banki kredytowe, które zawyżyły dotychczasowe ceny kredytów, a dobrobyt pożyczkobiorców pozostał taki sam lub wręcz zmalał.
Pojęcie to zostało spopularyzowane przez wczesną szkołę ekonomiczną fizjokratów, w szczególności François Quesnaya. Uważali on, że ostatecznie wszystkie podatki sprowadzają się do mniej lub bardziej pośredniego obciążania renty z ziemi, dlatego najefektywniej byłoby je znieść i zastąpić jednolitym podatkiem od wartości gruntu.